# Jean Kimbunda
Jean Kimbunda Mudikela, né le 29 avril 1961 à Masi-Manimba, est un ingénieur mécanicien et homme politique congolais. Il a été le gouverneur de la ville province de Kinshasa en république démocratique du Congo du 16 mai 2004 au 15 novembre 2005. Il a été député à l’Assemblée nationale de la république démocratique du Congo représentant la circonscription de Masi-Manimba dans le Kwilu du 28 novembre 2011 au 30 décembre 2018 et du 13 février 2019 au 15 décembre 2023, comme membre du Parti du Peuple pour la Reconstruction et le Développement (PPRD), le parti de Joseph Kabila.

## Biographie
Kimbunda Mudikela est né le 29 avril 1961 à Masi-Manimba, à l’époque dans le district du Kwilu dans la province de Léopoldville, aujourd’hui dans la province du Kwilu, et est originaire de Kinzimba Subu dans le secteur Kitoy. Il obtient son diplôme aux Hautes-études commerciales de Sindelfingen en Allemagne et est ingénieur mécanicien. Il est chef de bureau au laboratoire de Tabazaïre à Kinshasa, responsable du département technico-commercial à Utema Travhydro, directeur commercial chez Mercedes-Benz à Kinshasa. Il est député à l’Assemblée constituante et législative - Parlement de transition (ACL-PT) et directeur à la Communauté internationale des hommes d’affaires du plein Évangile.
Il est nommée gouverneur de la ville-province de Kinshasa en république démocratique du Congo le 16 mai 2004, poste qu’il occupe jusqu’au 15 novembre 2005.
Sa politique « Kin ville propre » l’a rendu impopulaire auprès des Kinois. Son opération de salubrité publique « Coup de poing » aura tout de même permis à Kinshasa de se débarrasser de kiosques ou garages montés sans respect des règles urbanistiques, ainsi que d’une grande quantité d'immondices. Il avait aussi entrepris de mieux équiper la police provinciale afin d’améliorer la sécurité ; il n’y arriva pas par manque de soutien des autres pouvoirs publics.
Il fut fortement critiqué par l’ONG des droits de l'homme, La Voix des Sans-Voix (VSV), pour ses propos à la radio Top Congo, à la suite de la répression à coups de balles et de grenades lacrymogènes de la marche pacifique des organisations des droits de l’homme de la société civile le 5 août 2005 à Kinshasa.
Un décret du Président de la République, Joseph Kabila, remplace Jean Kimbunda par Kimbembe Mazunga.
Kimbunda est élu comme député à l’Assemblée nationale de la république démocratique du Congo pour la circonscription de Masi-Manimba dans le Kwilu aux élections législatives de 2011 et est réélu à ce poste aux élections législatives de 2018. Il pose sa candidature pour le poste de président de l’Assemblé nationale en 2021 mais celle-ci est déclarée non conforme par « défaut de lettre de consentement de son parti, non élu comme indépendant à l’origine, non appartenance de son parti à la majorité ».